# WAZ: Камера пыток
«WAZ: Камера пыток» (англ.-греч. WΔZ) — детективный триллер Тома Шенклэнда производства Великобритания. Мировая премьера — 19 мая 2007 года, премьера в России — 26 июня 2007 года. В главных ролях Стеллан Скарсгард и Мелисса Джордж.

## Слоган
- Сможешь ли ты убить того, кого сильно любишь, чтобы спасти свою собственную жизнь?

## Сюжет
Детектив Эдди Арго и его напарница Хелен Уэсткотт расследуют цепь жестоких убийств, жертвами которых становятся члены одной из мелких преступных группировок города. Расчётливый убийца постепенно подводит детектива к расплате за ошибки, допущенные в далеком прошлом, и задает ему главный вопрос — «Сможешь ли ты убить того, кого сильно любишь, чтобы спасти свою собственную жизнь?»…
Первой жертвой стала беременная девушка, с вырезанными на животе буквами WΔZ, следами электроудара. Подозрение падает на Хассана Харби, главаря местной банды, так как погибшая девушка — девушка главаря противоборствующей банды. Вскоре находят повешенный труп этого парня, со следами пыток и обгоревшими пальцами правой руки. Детектив Эдди Арго идёт к своему осведомителю Дэниелу Леоне, члену местной банды. Но тут появляется измученный Хасан и умирает на руках Леоне. На улице обнаруживают труп его брата. Арго понимает, что жертв заставляют пытками убивать своих близких, и кто вероятный убийца.
Последней жертвой становится сам детектив Арго. Убийца — Джен Лернер, сама жертва насилия местной банды. Она отомстила за смерть своей матери, убитой также с согласия измученной Джен. Лернер питала теплые чувства к детективу Арго, но она увидела — детектив связан с бандой. Арго и Дэниел любовники. Джен мучает Арго, но тот не хочет убивать Дэниела. Дэниел говорит, что использовал Арго и не любит его. Детектив просит убить его. Джен перерезает ему горло и вызывает полицию.

## В ролях
- Стеллан Скарсгард — Эдди Арго
- Мелисса Джордж — Хелен Уэстскот
- Сельма Блэр — Джен Лернер
- Том Харди — Пьер Джексон
- Джон Шэриан — Джек Корелли
- Эшли Уолтерс — Дэниел Леон
- Салли Хокинс — Элли Карпентер